# 신면공 영광정씨정부인 화관비
신면공 영광정씨정부인 화관비는 대한민국 경기도 화성시 향남읍 구문천리에 있다. 2008년 11월 28일 화성시의 향토문화재 제21호로 지정되었다가, 2019년 10월 23일 향토문화재(유형) 제14호로 변경 재분류되었다.

## 개요
이 비석은 영광 정씨 무덤 앞에 세워진 것으로 화관 모양에 '정부인 정씨지묘'라 적혀 있다.